# Martin Damm
Martin Damm (Liberec, Txecoslovàquia, 1 d'agost de 1972) és un jugador professional de tennis retirat txec. La seua especialitat van ser els dobles masculins, en els quals s'ha destacat en gran part dels anys 90 i 2000.
Va acumular un total de 40 títols de dobles masculins, que li van permetre arribar a ocupar el cinquè lloc del rànquing de dobles del circuit ATP. Individualment no va guanyar cap títol però va arribar a disputar cinc finals i va arribar al 42è del rànquing. En el seu palmarès destaca el US Open 2006 junt a Leander Paes. Va formar part de l'equip de txec de la Copa Davis en diverses ocasions.

## Biografia
Es va casar amb Michaela Damm i es van establir a la localitat estatunidenca de Bradenton. Van tenir tres fills: Maximillian (2002), Martin Jr. (2003) i Laura Michelle (2007).

## Torneigs de Grand Slam

### Dobles masculins: 3 (1−2)
| Resultat  | Núm. | Any  | Torneig          | Parella       | Oponents                  | Marcador         |
| --------- | ---- | ---- | ---------------- | ------------- | ------------------------- | ---------------- |
| Finalista | 1.   | 1993 | US Open          | Karel Nováček | Ken Flach Rick Leach      | 7−6(3), 4−6, 2−6 |
| Finalista | 2.   | 2006 | Open d'Austràlia | Leander Paes  | Bob Bryan Mike Bryan      | 6−4, 3−6, 4−6    |
| Guanyador | 1.   | 2006 | US Open          | Leander Paes  | Jonas Björkman Max Mirnyi | 6−7(5), 6−4, 6−3 |

### Dobles mixts: 1 (0−1)
| Resultat  | Núm. | Any  | Torneig | Parella       | Oponents                      | Marcador |
| --------- | ---- | ---- | ------- | ------------- | ----------------------------- | -------- |
| Finalista | 1.   | 2006 | US Open | Květa Peschke | Martina Navrátilová Bob Bryan | 2−6, 3−6 |

## Palmarès

### Dobles masculins: 64 (40−24)
| Llegenda (pre/post 2009)                                 |
| -------------------------------------------------------- |
| Grand Slams (0−0)                                        |
| Tennis Masters Cup / ATP Finals (0−0)                    |
| ATP Masters Series / ATP World Tour Masters 1000 (0−0)   |
| ATP International Series Gold / ATP World Tour 500 (0−0) |
| ATP International Series / ATP World Tour 250 (0−0)      |

| Títols per superfície |
| --------------------- |
| Dura (0−0)            |
| Gespa (0−0)           |
| Terra batuda (0−0)    |
| Moqueta (0−0)         |

| Resultat  | Núm. | Data                   | Torneig                         | Superfície   | Parella             | Oponents                             | Marcador             |
| --------- | ---- | ---------------------- | ------------------------------- | ------------ | ------------------- | ------------------------------------ | -------------------- |
| Finalista | 1.   | 8 de març de 1993      | Copenhaguen, Dinamarca          | Moqueta (i)  | Daniel Vacek        | David Adams Andrei Olhovskiy         | 3−6, 6−3, 3−6        |
| Guanyador | 1.   | 22 de març de 1993     | Saragossa, Espanya              | Moqueta (i)  | Karel Nováček       | Mike Bauer David Rikl                | 2−6, 6−4, 7−5        |
| Guanyador | 2.   | 3 de maig de 1993      | Múnic, Alemanya                 | Terra batuda | Henrik Holm         | Carl-Uwe Steeb Karel Nováček         | 6−0, 3−6, 7−5        |
| Finalista | 2.   | 13 de setembre de 1993 | US Open, Estats Units           | Dura         | Karel Nováček       | Ken Flach Rick Leach                 | 7−6(3), 4−6, 2−6     |
| Finalista | 3.   | 7 de febrer de 1994    | Marsella, França                | Moqueta      | Ievgueni Kàfelnikov | Jan Siemerink Daniel Vacek           | 7−6, 4−6, 1−6        |
| Guanyador | 3.   | 7 de març de 1994      | Copenhaguen                     | Moqueta      | Brett Steven        | David Prinosil Udo Riglewski         | 6−3, 6−4             |
| Finalista | 4.   | 21 de març de 1994     | Saragossa                       | Moqueta (i)  | Karel Nováček       | Henrik Holm Anders Järryd            | 5−7, 2−6             |
| Guanyador | 4.   | 4 d'abril de 1994      | Osaka, Japó                     | Dura         | Sandon Stolle       | David Adams Andrei Olhovskiy         | 6−4, 6−4             |
| Guanyador | 5.   | 17 d'octubre de 1994   | Ostrava, Txèquia                | Moqueta      | Karel Nováček       | Gary Muller Piet Norval              | 6−4, 1−6, 6−3        |
| Finalista | 5.   | 25 d'octubre de 1994   | Lió, França                     | Moqueta (i)  | Patrick Rafter      | Jakob Hlasek Ievgueni Kàfelnikov     | 7−6, 6−7, 6−7        |
| Guanyador | 6.   | 6 de març de 1995      | Rotterdam, Països Baixos        | Moqueta      | Anders Järryd       | Tomás Carbonell Francisco Roig       | 6−3, 6−2             |
| Guanyador | 7.   | 27 de març de 1995     | Sant Petersburg, Rússia         | Moqueta      | Anders Järryd       | Jakob Hlasek Ievgueni Kàfelnikov     | 6−4, 6−2             |
| Finalista | 6.   | 5 de febrer de 1996    | Zagreb, Croàcia                 | Moqueta (i)  | Hendrik Jan Davids  | Menno Oosting Libor Pimek            | 3−6, 6−7             |
| Finalista | 7.   | 7 d'octubre de 1996    | Singapur, Singapur              | Moqueta (i)  | Andrei Olhovskiy    | Todd Woodbridge Mark Woodforde       | 6−7, 6−7             |
| Guanyador | 8.   | 14 d'octubre de 1996   | Pequín, Xina                    | Moqueta      | Andrei Olhovskiy    | Patrik Kühnen Gary Muller            | 6−4, 7−5             |
| Guanyador | 9.   | 14 d'abril de 1997     | Hong Kong, Hong Kong            | Dura         | Daniel Vacek        | Karsten Braasch Jeff Tarango         | 6−3, 6−4             |
| Guanyador | 10.  | 21 d'abril de 1997     | Tòquio, Japó                    | Dura         | Daniel Vacek        | Justin Gimelstob Patrick Rafter      | 2−6, 6−2, 7−6(4)     |
| Guanyador | 11.  | 10 de novembre de 1997 | Moscou, Rússia                  | Moqueta      | Cyril Suk           | David Adams Fabrice Santoro          | 6−4, 6−3             |
| Guanyador | 12.  | 9 de febrer de 1998    | Split, Croàcia                  | Moqueta      | Jiří Novák          | Frederik Bergh Patrik Frederiksson   | 7−6(3), 6−2          |
| Guanyador | 13.  | 2 de març de 1998      | Londres, Regne Unit             | Moqueta      | Jim Grabb           | Ievgueni Kàfelnikov Daniel Vacek     | 6−4, 7−5             |
| Guanyador | 14.  | 10 d'agost de 1998     | Toronto, Canadà                 | Dura         | Jim Grabb           | Ellis Ferreira Rick Leach            | 6−7(2), 6−2, 7−6(4)  |
| Guanyador | 15.  | 3 de maig de 1999      | Praga, Txèquia                  | Terra batuda | Radek Štěpánek      | Mark Keil Nicolás Lapentti           | 6−0, 6−2             |
| Guanyador | 16.  | 6 de març de 2000      | Copenhaguen (2)                 | Dura (i)     | David Prinosil      | Jonas Björkman Sébastien Lareau      | 6−1, 5−7, 7−5        |
| Finalista | 8.   | 3 d'abril de 2000      | Miami, Estats Units             | Dura         | Dominik Hrbatý      | Todd Woodbridge Mark Woodforde       | 3−6, 4−6             |
| Guanyador | 17.  | 15 de maig de 2000     | Roma, Itàlia                    | Terra batuda | Dominik Hrbatý      | Wayne Ferreira Ievgueni Kàfelnikov   | 6−4, 4−6, 6−3        |
| Guanyador | 18.  | 26 de juny de 2000     | 's-Hertogenbosch, Països Baixos | Gespa        | Cyril Suk           | Paul Haarhuis Sandon Stolle          | 6−4, 6−7(5), 7−6(5)  |
| Finalista | 9.   | 25 de juny de 2001     | 's-Hertogenbosch                | Gespa        | Cyril Suk           | Paul Haarhuis Sjeng Schalken         | 4−6, 4−6             |
| Finalista | 10.  | 13 d'agost de 2001     | Cincinnati, Estats Units        | Dura         | David Prinosil      | Mahesh Bhupathi Leander Paes         | 6−7(3), 3−6          |
| Guanyador | 19.  | 20 d'agost de 2001     | Washington DC, Estats Units     | Dura         | David Prinosil      | Bob Bryan Mike Bryan                 | 7−6(5), 6−3          |
| Guanyador | 20.  | 15 d'octubre de 2001   | Viena, Àustria                  | Dura (i)     | Radek Štěpánek      | Jiří Novák David Rikl                | 6−3, 6−2             |
| Finalista | 11.  | 4 de març de 2002      | Acapulco, Mèxic                 | Terra batuda | David Rikl          | Bob Bryan Mike Bryan                 | 1−6, 6−3, [2−10]     |
| Guanyador | 21.  | 11 de març de 2002     | Delray Beach, Estats Units      | Dura         | Cyril Suk           | David Adams Ben Ellwood              | 6−4, 6−7(5), [10−5]  |
| Guanyador | 22.  | 13 de maig de 2002     | Roma (2)                        | Terra batuda | Cyril Suk           | Wayne Black Kevin Ullyett            | 7−5, 7−5             |
| Guanyador | 23.  | 24 de juny de 2002     | 's-Hertogenbosch (2)            | Gespa        | Cyril Suk           | Paul Haarhuis Brian MacPhie          | 7−6(6), 6−7(6), 6−4  |
| Guanyador | 24.  | 6 de gener de 2003     | Doha, Qatar                     | Dura         | Cyril Suk           | Mark Knowles Daniel Nestor           | 6−4, 7−6(8)          |
| Finalista | 12.  | 16 de juny de 2003     | Halle, Alemanya                 | Gespa        | Cyril Suk           | Jonas Björkman Todd Woodbridge       | 3−6, 4−6             |
| Guanyador | 25.  | 23 de juny de 2003     | 's-Hertogenbosch (3)            | Gespa        | Cyril Suk           | Donald Johnson Leander Paes          | 7−5, 7−6(4)          |
| Guanyador | 26.  | 28 de juliol de 2003   | Kitzbühel, Àustria              | Terra batuda | Cyril Suk           | Jürgen Melzer Alexander Peya         | 6−4, 6−4             |
| Finalista | 13.  | 25 de juliol de 2003   | Long Island, Estats Units       | Dura         | Cyril Suk           | Robbie Koenig Martín Rodríguez       | 3−6, 6−7(4)          |
| Guanyador | 27.  | 12 de gener de 2004    | Doha (2)                        | Dura         | Cyril Suk           | Stefan Koubek Andy Roddick           | 6−2, 6−4             |
| Finalista | 14.  | 1 de març de 2004      | Marsella (2)                    | Dura (i)     | Cyril Suk           | Mark Knowles Daniel Nestor           | 5−7, 3−6             |
| Finalista | 15.  | 17 de maig de 2004     | Praga                           | Terra batuda | Dušan Karol         | Karol Kučera Cyril Suk               | 3−6, 7−6(5), 3−6     |
| Guanyador | 28.  | 21 de juny de 2004     | 's-Hertogenbosch (4)            | Gespa        | Cyril Suk           | Lars Burgsmüller Jan Vacek           | 6−3, 6−7(7), 6−3     |
| Guanyador | 29.  | 18 d'octubre de 2004   | Viena (2)                       | Dura (i)     | Cyril Suk           | Gastón Etlis Martín Rodríguez        | 6−7(4), 6−4, 7−6(4)  |
| Guanyador | 30.  | 14 de febrer de 2005   | Marsella                        | Dura (i)     | Radek Štěpánek      | Mark Knowles Daniel Nestor           | 7−6(4), 7−6(5)       |
| Guanyador | 31.  | 28 de febrer de 2005   | Dubai, Emirats Àrabs Units      | Dura         | Radek Štěpánek      | Jonas Björkman Fabrice Santoro       | 6−2, 6−4             |
| Finalista | 16.  | 23 de maig de 2005     | St. Pölten, Àustria             | Terra batuda | Mariano Hood        | Lucas Arnold Ker Paul Hanley         | 3−6, 4−6             |
| Finalista | 17.  | 30 de gener de 2006    | Open d'Austràlia, Austràlia     | Dura         | Leander Paes        | Bob Bryan Mike Bryan                 | 6−4, 3−6, 4−6        |
| Guanyador | 32.  | 20 de febrer de 2006   | Marsella (2)                    | Dura (i)     | Radek Štěpánek      | Mark Knowles Daniel Nestor           | 6−2, 6−7(4), [10−3]  |
| Guanyador | 33.  | 26 de juny de 2006     | 's-Hertogenbosch (5)            | Gespa        | Leander Paes        | Chris Haggard Arnaud Clément         | 6−1, 7−6(3)          |
| Guanyador | 34.  | 11 de setembre de 2006 | US Open                         | Dura         | Leander Paes        | Jonas Björkman Max Mirnyi            | 6−7(5), 6−4, 6−3     |
| Finalista | 18.  | 8 de gener de 2007     | Doha                            | Dura         | Leander Paes        | Mikhaïl Iujni Nenad Zimonjić         | 1−6, 6−7(3)          |
| Guanyador | 35.  | 26 de febrer de 2007   | Rotterdam (2)                   | Dura (i)     | Leander Paes        | Andrei Pavel Alexander Waske         | 6−3, 6−7(5), [10−7]  |
| Guanyador | 36.  | 19 de març de 2007     | Indian Wells, Estats Units      | Dura         | Leander Paes        | Jonathan Erlich Andy Ram             | 6−4, 6−4             |
| Finalista | 19.  | 2 d'abril de 2007      | Miami (2)                       | Dura         | Leander Paes        | Bob Bryan Mike Bryan                 | 7−6(7), 3−6, [7−10]  |
| Finalista | 20.  | 25 de juny de 2007     | 's-Hertogenbosch (2)            | Gespa        | Leander Paes        | Jeff Coetzee Rogier Wassen           | 6−3, 6−7(5), [10−12] |
| Guanyador | 37.  | 11 de febrer de 2008   | Marsella (3)                    | Dura (i)     | Pavel Vízner        | Yves Allegro Jeff Coetzee            | 7−6(0), 7−5          |
| Finalista | 21.  | 8 de març de 2008      | Dubai                           | Dura         | Pavel Vízner        | Mahesh Bhupathi Mark Knowles         | 5−7, 6−7(7)          |
| Guanyador | 38.  | 12 de gener de 2009    | Auckland, Nova Zelanda          | Dura         | Robert Lindstedt    | Scott Lipsky Leander Paes            | 7−5, 6−4             |
| Guanyador | 39.  | 8 de febrer de 2009    | Zagreb                          | Dura (i)     | Robert Lindstedt    | Christopher Kas Rogier Wassen        | 6−4, 6−3             |
| Finalista | 22.  | 28 de febrer de 2009   | Dubai (2)                       | Dura         | Robert Lindstedt    | Rik de Voest Dmitry Tursunov         | 6−4, 3−6, [5−10]     |
| Finalista | 23.  | 10 de maig de 2009     | Estoril, Portugal               | Terra batuda | Robert Lindstedt    | Eric Butorac Scott Lipsky            | 3−6, 2−6             |
| Guanyador | 40.  | 9 d'agost de 2009      | Washington DC (2)               | Dura         | Robert Lindstedt    | Mariusz Fyrstenberg Marcin Matkowski | 7−5, 7−6(3)          |
| Finalista | 24.  | 13 de juny de 2010     | Halle (2)                       | Gespa        | Filip Polášek       | Serhí Stakhovski Mikhaïl Iujni       | 6−4, 5−7, [7−10]     |

### Dobles mixts: 1 (0−1)
| Resultat  | Núm. | Data                   | Torneig               | Superfície | Parella       | Oponents                      | Marcador |
| --------- | ---- | ---------------------- | --------------------- | ---------- | ------------- | ----------------------------- | -------- |
| Finalista | 1.   | 10 de setembre de 2006 | US Open, Estats Units | Dura       | Květa Peschke | Martina Navrátilová Bob Bryan | 2−6, 3−6 |

## Trajectòria

### Individual
| Open d'Austràlia | A   | A   | A   | A    | 2R    | 4R    | 3R    | 1R    | 1R    | 2R    | 3R   | 1R    | A   | 1R  | 0 / 9     | 9 − 9     |
| Roland Garros | A   | A   | A   | A    | 1R    | 1R    | 1R    | 1R    | 1R    | 1R    | 2R   | 1R    | 1R  | A   | 0 / 9     | 1 − 9     |
| Wimbledon | A   | A   | A   | 2R   | 1R    | 3R    | A     | 2R    | 1R    | 1R    | 1R   | 3R    | 1R  | A   | 0 / 9     | 6 − 9     |
| US Open | A   | A   | A   | 2R   | 2R    | 2R    | 1R    | 1R    | 3R    | 2R    | 1R   | 1R    | 1R  | A   | 0 / 10    | 6 − 10    |
| Total Victòries−Derrotes                                                                                                   | 0−1 | 0−1 | 2−1 | 8−15 | 16−22 | 15−24 | 15−21 | 33−29 | 24−27 | 21−27 | 7−16 | 14−17 | 1−7 | 1−2 | 157 − 210 | 157 − 210 |
| Rànquing a final d'any | 722 | 317 | 144 | 90   | 77    | 99    | 61    | 50    | 62    | 75    | 114  | 78    | 393 | 559 |           |           |
| Llegenda: G: Guanyador; F: Finalista; SF: Semifinalista; QF: Quarts de final; Q: Qualificació; A: Absent; RR: Round Robin; |     |     |     |      |       |       |       |       |       |       |      |       |     |     |           |           |

### Dobles masculins
| Torneig | 1990 | 1991 | 1992 | 1993        | 1994        | 1995        | 1996  | 1997        | 1998        | 1999        | 2000  | 2001        | 2002        | 2003        | 2004  | 2005        | 2006        | 2007        | 2008  | 2009        | 2010        | 2011        | Títols    | V − D     |
| --- | ---- | ---- | ---- | ----------- | ----------- | ----------- | ----- | ----------- | ----------- | ----------- | ----- | ----------- | ----------- | ----------- | ----- | ----------- | ----------- | ----------- | ----- | ----------- | ----------- | ----------- | --------- | --------- |
| Open d'Austràlia | A    | A    | A    | 1R          | SF          | 2R          | QF    | QF          | A           | 1R          | 3R    | A           | QF          | 3R          | 2R    | 1R          | F           | 3R          | QF    | 2R          | 2R          | A           | 0 / 16    | 31 − 16   |
| Roland Garros | A    | 1R   | 1R   | 1R          | 2R          | 1R          | A     | 2R          | A           | 1R          | 3R    | 1R          | QF          | 2R          | 1R    | QF          | 1R          | 2R          | 1R    | 1R          | 1R          | 1R          | 0 / 19    | 12 − 19   |
| Wimbledon | A    | A    | 1R   | 1R          | 3R          | A           | 1R    | SF          | 3R          | 1R          | 2R    | 1R          | QF          | QF          | 3R    | 2R          | SF          | QF          | 1R    | 3R          | 3R          | 1R          | 0 / 20    | 29 − 20   |
| US Open | A    | A    | 1R   | F           | QF          | 2R          | 1R    | 3R          | QF          | 1R          | 3R    | 3R          | 1R          | QF          | 3R    | 3R          | G           | 1R          | 3R    | 3R          | 2R          | 1R          | 1 / 20    | 36 − 19   |
| Jocs Olímpics | NC   | NC   | A    | No celebrat | No celebrat | No celebrat | A     | No celebrat | No celebrat | No celebrat | A     | No celebrat | No celebrat | No celebrat | 2R    | No celebrat | No celebrat | No celebrat | 2R    | No celebrat | No celebrat | No celebrat | 0 / 2     | 2 − 2     |
| Total Victòries−Derrotes                                                                                                   | 1−2  | 3−3  | 9−15 | 24−20       | 44−23       | 17−18       | 31−24 | 31−19       | 34−21       | 19−24       | 32−15 | 23−13       | 43−23       | 44−27       | 37−28 | 33−25       | 36−24       | 40−22       | 23−22 | 28−22       | 15−19       | 0−3         | 567 − 412 | 567 − 412 |
| Rànquing a final d'any | 238  | 103  | 94   | 46          | 17          | 64          | 38    | 20          | 22          | 55          | 21    | 36          | 12          | 15          | 17    | 21          | 9           | 12          | 30    | 29          | 72          | −           |           |           |
| Llegenda: G: Guanyador; F: Finalista; SF: Semifinalista; QF: Quarts de final; Q: Qualificació; A: Absent; RR: Round Robin; |      |      |      |             |             |             |       |             |             |             |       |             |             |             |       |             |             |             |       |             |             |             |           |           |

### Dobles mixts
| Open d'Austràlia | A  | A  | A  | A | A  | A  | 0 / 0 | 0 − 0 |
| Roland Garros | A  | A  | A  | A | A  | A  | 0 / 0 | 0 − 0 |
| Wimbledon | 3R | A  | 3R | A | 2R | 3R | 0 / 4 | 7 − 4 |
| US Open | F  | 2R | QF | A | A  | A  | 0 / 3 | 7 − 3 |
| Llegenda: G: Guanyador; F: Finalista; SF: Semifinalista; QF: Quarts de final; Q: Qualificació; A: Absent; RR: Round Robin; |    |    |    |   |    |    |       |       |